# NGC 5448
NGC 5448 is een balkspiraalstelsel in het sterrenbeeld Grote Beer. Het hemelobject werd op 15 mei 1787 ontdekt door de Duits-Britse astronoom William Herschel.

## Synoniemen
- UGC 8969
- MCG 8-26-3
- ZWG 247.4
- IRAS 14009+4924
- PGC 50031